# Il Fondamento
L'ensemble Il Fondamento est un orchestre belge spécialisé dans la musique baroque, fondé et dirigé par le hautboïste Paul Dombrecht et adepte de l'interprétation historiquement informée, soit l'interprétation sur instruments anciens (ou copies d'instruments anciens).

## Historique
L'orchestre baroque Il Fondamento a été fondé en 1989 à l'initiative de Paul Dombrecht, en regroupant des amis musiciens qui aimaient jouer de la musique ancienne sur instruments d'époque (« period instruments » en anglais).
Un des objectifs de l'ensemble Il Fondamento est de restituer la musique des XVIIIe et XIXe siècles comme elle sonnait à l'époque, en respectant le style original.
Depuis 1995, Il Fondamento a été officiellement reconnu comme « Ambassadeur culturel de la Flandre » par le ministère de la Communauté flamande.

## Discographie sélective
Il Fondamento a publié de nombreux enregistrements, sur les labels Passacaille, Accent, Fuga Libera, Christophorus et Naive,, :
- 1993 : Requiem en Ut majeur et Miserere en mi mineur de Johann Adolph Hasse, avec Greta De Reyghere (soprano), Susanna Moncayo von Hase (alto) et Dirk Snellings (basse)
- 1994 : Ouvertures de Johann Joseph Fux
- 1996 : Johannes-Passion de Jean-Sébastien Bach
- 1999 : Tafelmusik - Part III de Telemann
- 2000 : O Acerbi Motetus pro defunctis a 5 Voci et 6 Instrumenti d'Alphonse d'Ève
- 2000 : Music for the Royal Fireworks; Concerti a Due Cori de Georg Friedrich Haendel
- 2000 : Oboe Concertos de Vivaldi
- 2000 : Ouvertures de Telemann
- 2000 : Prague 1723, musique de Jan Dismas Zelenka
- 2001 : Missa Pro defunctis de Pietro Torri et Alphonse d'Ève
- 2001 : Early Symphonies de Mozart
- 2001 : Pro defunctis: Liturgy for the Death of the Baroque Era, avec La Sfera Del Canto
- 2002 : De Profundis, Levavi oculos meos de Franz-Joseph Krafft, avec La Sfera Del Canto et Greta De Reyghere (soprano)
- 2002 : Requiem; Miserere; Mottetti Virtuosi de Johann Adolph Hasse, avec Le Parlement de Musique (Martin Gester)
- 2002 : Ouvertures & Sinfonias de Carl Friedrich Abel
- 2002 : Galant Court Music de Johann David Heinichen
- 2003 : Oboe and Oboe d'amore Concertos de Georg Philipp Telemann
- 2004 : Ouvertures in G minor, D minor and G major de Johann Friedrich Fasch
- 2006 : Obras vocales, 1821-1825 de Juan Crisóstomo de Arriaga
- 2006 : Musica para Orquesta, 1818-1824 de Juan Crisóstomo de Arriaga
- 2006 : De Profundis - Miserere - Requiem de Jan Dismas Zelenka
- 2009 : Concerti con Oboe de Tomaso Albinoni
- 2010 : Cembalo Konzerte de Wilhelm Friedemann Bach
- 2010 : Ouverture La Bourse & Suites de Telemann
- 2011 : Orchestral Suites Nos. 1-4, BWV 1066-1069 de Jean-Sébastien Bach
- 2012 : Oboe Concertos de Carl Philipp Emanuel Bach